# カヤンベ山
カヤンベ山（カヤンベさん、スペイン語: Volcán Cayambe）は、アンデス山脈の支脈コルディジェラ・オリエンタル山脈にあるエクアドルの山である。キトの北東およそ70kmに位置し、ピチンチャ県に属する。エクアドルで三番目に高い山である。
完新世の複合火山で、万年雪をかぶっている。最新の噴火は1786年。南斜面の標高4,690mは赤道が通る世界一高い地点で、ここも雪におおわれている。山頂は地球の地軸から垂直方向に最も離れた地点でもある。カヤンベ・コカ生態保護区の域内にある。
ふもとのカヤンベの町は、この山にちなみ命名された。
初登頂は1880年、イギリスの登山家エドワード・ウィンパーがイタリア人ガイド2名、連れのフアン・アントニオ、同じく連れのルイス・カレルと果たした。